# Insula Šarengrad
Insula Šarengrad (în croată Šarengradska ada, în sârbă Шаренградска ада, cu alfabetul latin: Šarengradska ada) este o insulă disputată de pe fluviul Dunărea, situată în apropierea satului Šarengrad din Croația. Insula s-a format în 1909, după construcția canalului Mohovo-Šarengrad.
În timpul Republicii Socialiste Federative Iugoslavia insula era parte a Republicii Socialiste Croația. Pe timpul Războiului Croat de Independență, Armata Populară Iugoslavă și milițiile sârbe au ocupat insula.
În 1991, Croația și-a declarat independența. Decizia Comisiei de Arbitraj Badinter a fost că frontierele între fostele republici iugoslave ar trebui să devină granițele dintre noile țări, dar insula a rămas sub control sârb, la fel cum erau la acea vreme și alte părți ale Oblastului Autonom Sârb Slavonia Orientală, Baranja și Syrmia de Vest (estul Croației).
După acordul de pace din 1998, Slavonia Orientală, Baranja și Syrmia de Vest au fost retrocedate Croației, dar insula Šarengrad a rămas sub ocupație militară sârbă. O situație similară s-a petrecut și cu insula Vukovar.
În 2002, armata sârbă a deschis focul pe insulă împotriva președintelui cantonului croat Vukovar-Srijem, Nikola Safer, și a însoțitorilor săi, printre care și patru copii, pe când se deplasa la o întâlnire cu colegii săi din Serbia, deși primise în prealabil acceptul formal al oficialităților sârbe.
În 2004, Serbia și-a retras armata de pe insulă, pe care a înlocuit-o cu unități de poliție. Oricărui cetățean croat sau străin i se permite accesul pe insulă traversând punctul de frontieră Bačka Palanka - Ilok. Cu toate acestea, cetățenii croați care dețineau înainte de război terenuri pe insulă nu pot reintra în posesia lor. Registrele de carte funciară se află în posesia autorităților croate, dar partea sârbă nu recunoaște aceste proprietăți. În 2009, insula a fost deschisă publicului pentru activități recreative, după semnarea unui acord sârbo-croat temporar.
Poziția oficială a Serbiei este că, deoarece insula Šarengrad este apropiată de malul estic al Dunării, fiind situată între șenalul navigabil și malul sârbesc, înseamnă că ea este teritoriu al Serbiei, conform reglementărilor internaționale în astfel de cazuri. De cealaltă parte, poziția oficială a Croației este că recomandarea Comisiei de Arbitraj a Conferinței de Pace pentru fosta Iugoslavie (Badinter) este finală și fără drept de apel, așa că insula este teritoriu croat.
Din perspectiva comunității internaționale, insula este parte a statului croat, conform frontierei recunoscute internațional.